# Платт, Джим
Джеймс Арчибальд Платт (англ. James Archibald Platt; род. 26 января 1952, Баллимони, Антрим) — североирландский футболист и футбольный тренер.

## Клубная карьера
В профессиональном футболе дебютировал в 1970 выступлениями за команду «Мидлсбро», в которой провёл двенадцать сезонов, приняв участие в 481 матче Первого и Второго дивизионов Англии. Большинство времени, проведенного в составе «Мидлсбро» был основным вратарём команды. Также в сезоне 1978/79 Платт играл в аренде за «Хартлпул Юнайтед» (Четвертый дивизион) и «Кардифф Сити» (Второй дивизион).
В 1983—1985 годах защищал цвета клуба «Баллимена Юнайтед», с которым в 1984 году стал обладателем Кубка Северной Ирландии, а завершил игровую карьеру в команде «Колрейн», за которую выступал в течение 1985—1987 годов.

## Карьера за сборную
Дебют за национальную сборную Северной Ирландии состоялся 3 марта 1976 года в товарищеской игре против сборной Израиля (1:1). Был включён в состав на «мундиали» 1982 года в Испании (сыграл в матче групповой стадии против сборной Австрии (2:2)) и 1986 года в Мексике (все матчи провёл на скамейке запасных). Всего за сборную Платт сыграл 23 матча.

## Карьера тренера
Начал тренерскую карьеру в 1984 году как играющий тренер клуба «Баллимена Юнайтед». Через год перешёл в «Колрейн», где со временем стал главным тренером и помог команде выиграть Кубок североирландской лиги. В сезоне 1991/92 возглавлял клуб «Балликлер».
В 1992-1993 годах Платт возглавлял шведский клуб «Ассириска», а в сезоне 1995/96 тренировал английский «Дарлингтон». Последним местом тренерской работы Платта был клуб «Дарлингтон», в котором работал в 1997 году.
В мае 2009 года Платт был назначен тренером вратарей клуба «Дарлингтон». Однако через три месяца Платт покинул клуб после увольнения главного тренера Колина Тодда.

## Достижения

### Как игрок

#### «Баллимена Юнайтед»
- Обладатель Кубка Северной Ирландии: 1983/84

### Как тренер

#### «Колрейн»
- Обладатель Кубка североирландской лиги: 1987/88